# Кшонтка
Кшонтка (пол. Krzątka) — село в Польщі, у гміні Майдан-Крулевський Кольбушовського повіту Підкарпатського воєводства.
Населення — 2204 особи (2011).
У 1975-1998 роках село належало до Тарнобжезького воєводства.

## Демографія
Демографічна структура станом на 31 березня 2011 року:
|          | Загалом | Допрацездатний вік | Працездатний вік | Постпрацездатний вік |
| -------- | ------- | ------------------ | ---------------- | -------------------- |
| Чоловіки | 1075    | 268                | 708              | 99                   |
| Жінки    | 1129    | 277                | 649              | 203                  |
| Разом    | 2204    | 545                | 1357             | 302                  |